# Pandíon I

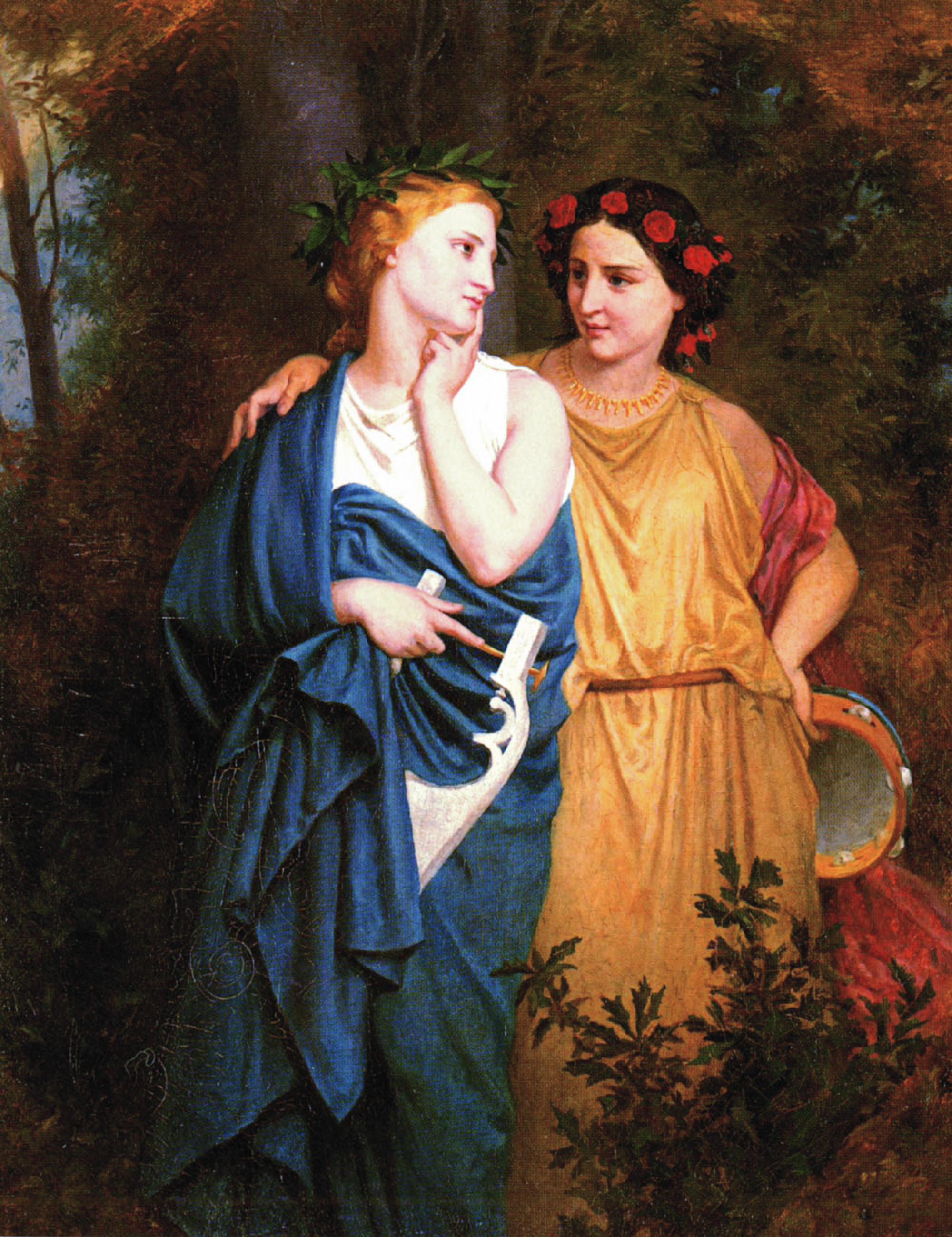
Filomela y Procne

En la mitología griega, Pandíon o Pandión (Πανδίων / Pandíōn), hijo de Erictonio y de la náyade Praxitea, fue el quinto rey legendario de Atenas. Se casó con Zeuxipe, tía materna suya, de la que tuvo dos hijos, Erecteo y Butes, que eran gemelos, así como dos hijas, Filomela y Procne. Otros añaden como sus hijos a Céfalo, el amante de Eos, y también a Teutrante, padre a su vez de Tespio.
Su gobierno no fue nada extraordinario. Libró una guerra con Lábdaco, rey de Tebas, por cuestiones fronterizas, y casó a su hija Procne con Tereo a cambio de la ayuda en la guerra.
Según Apolodoro, fue durante el reinado de Pandíon cuando los dioses Deméter y Dioniso llegaron al Ática. A Deméter la acogió en Eleusis su rey Céleo y a Dioniso, Icario, que recibió del dios una cepa y aprendió la fabricación del vino.
Se dice que Pandíon murió de pena al enterarse de la muerte de sus dos hijas y que le sucedió en el trono Erecteo, pero a Butes se le otorgaron los sacerdocios de Poseidón Erecteo y Atenea.
Como sucede con varios gobernantes míticos de Atenas, a este Pandión (I) los mitógrafos romanos intentaron diferenciarlo de otro Pandión (II), acaso en una genealogía un tanto forzosa. Las fuentes netamente griegas solo conocen a un solo Pandión, por lo que se deduce que uno de los dos personajes fue inventado con el propósito de fijar la cronografía de los reyes atenienses. M. L. West reconstruye la genealogía del Pandión original, haciéndolo hijo de Cécrope.